# Porta giratòria

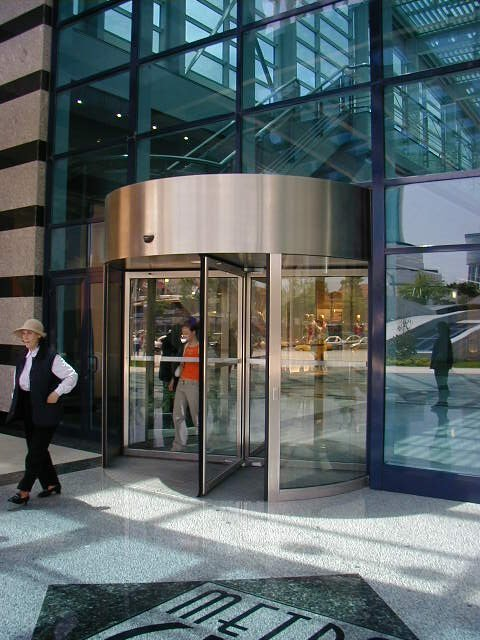
Porta giratòria

Diagrama de porta giratòria

Una  porta giratòria  és un tipus de porta que permet un ús simultani tant per entrar com per sortir d'un edifici. Consisteix generalment de tres o quatre  fulles  posicionades verticalment; unides a un eix central que les fa girar en ser empeses.
Són usades per controlar l'aire de l'edifici i permetre que una major quantitat de persones puguin passar en ambdues direccions a través d'ella. Almenys dues persones poden entrar i sortir de l'edifici al mateix temps mitjançant aquest sistema.